# Schönberg (Mecklenburg)
För andra betydelser, se Schönberg.
Schönberg  är en mindre stad  i det nordtyska förbundslandet Mecklenburg-Vorpommern.

## Geografi
Schönberg är beläget mellan städerna Grevesmühlen och Lübeck i distriktet Nordwestmecklenburg. Genom staden flyter ån Maurine.
Schönberg har följande ortdsdelar: Schönberg, Groß Brünsdorf, Klein Brünsdorf, Kleinfeld, Malzow, Retelsdorf, Rupensdorf och Sabow.

## Historia
Orten Sconenberge omnämns för första gången 1219 i en urkund. I slutet av 1200-talet blev orten residens och från 1328 till 1550 var Schönberg huvudresidens för biskoparna i Ratzeburg. Efter det trettioåriga kriget tillföll Schönberg hertigdömet Mecklenburg-Schwerin men kom tillsammans med furstendömet Ratzeburg till Mecklenburg-Strelitz 1701. 
I början av 1800-talet revs slottet (1802–1804) och orten fick sina stadsrättigheter 1822. 1870 anslöts staden till den nya järnvägen Lübeck-Bad Kleinen/Strasburg (Strasburgbanan) och 1905 byggdes en bibana till Dassow, som drevs fram till 1945, då den demonterades som krigsskadestånd.

### Östtyska tiden
Under DDR-tiden låg staden i närheten av den inomtyska gränsen och tillhörde distriktet Grevesmühlen inom länet Rostock (1952–1990). 

### Befolkningsutveckling
Befolkningsutveckling  i Schönberg
Källa:,,,

## Vänorter
Schönberg har följande vänorter:
- Ratzeburg i Tyskland
- Färgelanda kommun i Sverige

## Kommunikationer
Genom Schönberg går förbundsvägen (tyska:Bundesstraße) B 104 och söder om staden går motorvägen (tyska: Autobahn) A 20. Ytterligare ligger staden vid järnvägslinjen Lübeck-Bad Kleinen.
15 kilometer väster om Schönberg ligger flygplatsen Lübeck-Blankensee.